# Norman (Oklahoma)
Norman város az USA Oklahoma államában, Cleveland megyében, melynek megyeszékhelye is. Lakosainak száma 128 026 fő (2020. április 1.).

## Népesség
A település népességének változása:

| 2010 | 110 925 |
| 2020 | 128 026 |